# Episodi di Robin Hood (serie televisiva 2006) (seconda stagione)
La seconda stagione della serie televisiva Robin Hood è andata in onda su BBC One dal 6 ottobre 2007 al 29 dicembre 2007.
In Italia la serie è stata trasmessa su Joi dal 5 aprile 2009 al 17 maggio 2009; in chiaro la serie è stata trasmessa su Rete 4 a partire dal 1º luglio 2010.
| nº | Titolo originale        | Titolo italiano           | Prima TV UK      | Prima TV Italia |
| -- | ----------------------- | ------------------------- | ---------------- | --------------- |
| 1  | Sisterhood              | I cavalieri neri          | 6 ottobre 2007   | 5 aprile 2009   |
| 2  | The Booby And The Beast | Il gioco d'azzardo        | 13 ottobre 2007  | 5 aprile 2009   |
| 3  | Childhood               | L'armatura                | 20 ottobre 2007  | 12 aprile 2009  |
| 4  | Angel Of Death          | L'angelo della morte      | 27 ottobre 2007  | 12 aprile 2009  |
| 5  | Ducking And Diving      | Il traditore              | 3 novembre 2007  | 19 aprile 2009  |
| 6  | For England...!         | Il patto di Nottingham    | 10 novembre 2007 | 19 aprile 2009  |
| 7  | Show Me The Money       | Riscatto d'amore          | 17 novembre 2007 | 26 aprile 2009  |
| 8  | Get Carter!             | L'infiltrato              | 24 novembre 2007 | 26 aprile 2009  |
| 9  | Lardner's Ring          | Messaggero del re         | 1º dicembre 2007 | 3 maggio 2009   |
| 10 | Walkabout               | Sceriffo vagabondo        | 8 dicembre 2007  | 3 maggio 2009   |
| 11 | Treasure Of The Nation  | La regina madre           | 15 dicembre 2007 | 10 maggio 2009  |
| 12 | A Good Day To Die       | Un buon giorno per morire | 29 dicembre 2007 | 10 maggio 2009  |
| 13 | We Are Robin Hood!      | Noi siamo Robin Hood      | 29 dicembre 2007 | 17 maggio 2009  |

## I cavalieri neri
- Titolo originale: Sisterhood
- Diretto da: Ciaran Donnelly
- Scritto da: Dominic Minghella

### Trama
Robin e la sua banda sono impegnati nella costruzione di un nuovo nascondiglio nella foresta. Vengono interrotti quando scoprono che Knighton Hall è stata distrutta e che Lady Marian e suo padre Sir Edward sono stati catturati da Gisborne e dallo Sceriffo di Nottingham e imprigionati nel castello.

## Il gioco d'azzardo
- Titolo originale: The Booby And The Beast
- Diretto da: Ciaran Donnelly
- Scritto da: S.J. Ashford

### Trama
A Nottingham arriva una sorta di gran casinò medievale, che lo Sceriffo tenta di truccare a suo favore. Nel frattempo, Robin Hood cerca di penetrare nel complicato sistema di sicurezza del castello. Gisborne, per evitare che vengano scoperte le manomissioni del casinò, ordina a Marian di distrarre il Principe Frederick di Hanheim, giunto in visita, e di assecondare ogni suo desiderio.